# Bektemir
Bektemir é um dos 11 distritos (tuman) de Tasquente, a capital do Uzbequistão.

## Características
O distrito foi estabelecido em 1981 e localiza-se no periferia a sudeste do centro de Tasquente. É o distrito menos populoso de Tasquente, com menos de 30 mil habitantes.
Bektemir divide-se em duas partes, uma maior, a sudeste, e uma outra parte bem pequena, em forma de enclave, da qual é a parte mais ao sul da capital. Limita-se com os distritos de Sergeli, Mirobod e Hamza.